# Michael Ernst Beer
Michael Ernst Beer (1640 Děčín – 15. března 1695 Litoměřice) byl český římskokatolický duchovní, generální vikář, oficiál litoměřické diecéze a děkan katedrální kapituly u sv. Štěpána v Litoměřicích.

## Život
Narodil se v Děčíně, ale mládí strávil v Litoměřicích. V roce 1676 byl jmenován sídelním kanovníkem a děkanem litoměřické katedrální kapituly biskupem Jaroslavem Ignácem hrabětem ze Šternberka (1676–1708). Biskup Šternberk se po svém nástupu do úřadu snažil nově zorganizovat své poradní orgány. Protože Michaela Ernsta Beera znal ze svého předešlého působení v pasovské kapitule, kde Beer studoval a působil, povolal tohoto děčínského rodáka, na litoměřickou biskupskou konzistoř. V letech 1676-1677 vykonával úřad kancléře litoměřického biskupství. V roce byl 1680 jmenován generálním vikářem a oficiálem církevního soudu v Litoměřicích. Tímto zásahem došlo ke spojení hlavních úřadů v diecézi s dignitou kapitulního děkana. Toto spojení funkcí silně ovlivnilo další vývoj litoměřického biskupství. Za svou činnost byl Beer oceněn papežem titulem apoštolský protonotář.